# Альфа Кронбаха
Коэффицие́нт а́льфа Кронба́ха {\displaystyle \alpha } показывает внутреннюю согласованность характеристик, описывающих один объект, но не является показателем гомогенности объекта. Коэффициент часто используется в общественных науках и психологии при построении тестов и для проверки их надёжности.

## История
Впервые название {\displaystyle \alpha } дал коэффициенту Ли Кронбах в 1951 году, хотя независимо от его исследований в 1949 году уже была известна формула для проверки надёжности психологических тестов, а Луис Гуттман уже в 1945 году использовал этот же коэффициент под именем {\displaystyle \lambda _{2}}.

## Формула
Стандартизированный коэффициент альфа Кронбаха {\displaystyle \alpha _{st}} вычисляется по формуле:
{\displaystyle \alpha _{st}={N\cdot {\bar {r}} \over 1+(N-1)\cdot {\bar {r}}}},
где {\displaystyle N} является количеством исследуемых компонентов, а {\displaystyle {\bar {r}}} определяет средний коэффициент корреляции между компонентами. Также коэффициент можно вычислить по следующей формуле:
{\displaystyle \alpha ={{{N} \over {N-1}}\left({{\sigma _{X}^{2}-\sum _{i=1}^{N}{\sigma _{Y_{i}}^{2}}} \over {\sigma _{X}^{2}}}\right)}}, где {\displaystyle X=\sum _{i=1}^{N}Y_{i}},
где {\displaystyle N} измеряет число исследуемых компонентов, {\displaystyle \sigma _{X}^{2}} — СКО всех исследованных множеств, а {\displaystyle \sigma _{Y_{i}}^{2}} СКО отдельного компонента.

## Значение
| {\displaystyle \alpha }   | Значение      |
| ------------------------- | ------------- |
| > 0.9                     | очень хорошее |
| > 0.8                     | хорошее       |
| > 0.7                     | достаточное   |
| > 0.6                     | сомнительное  |
| > 0.5                     | плохое        |
| {\displaystyle \leq } 0,5 | недостаточное |

Альфа Кронбаха может принимать значения от —∞ до 1, но интерпретации поддаются только положительные значения. Если коэффициент принимает значение 1, то по заданиям теста наблюдаются полностью идентичные результаты.